# Semperella spicifera
Semperella spicifera är en svampdjursart som beskrevs av Schulze 1904. Semperella spicifera ingår i släktet Semperella och familjen Pheronematidae.
Artens utbredningsområde är havet kring Indonesien. Inga underarter finns listade i Catalogue of Life.